# Ratha

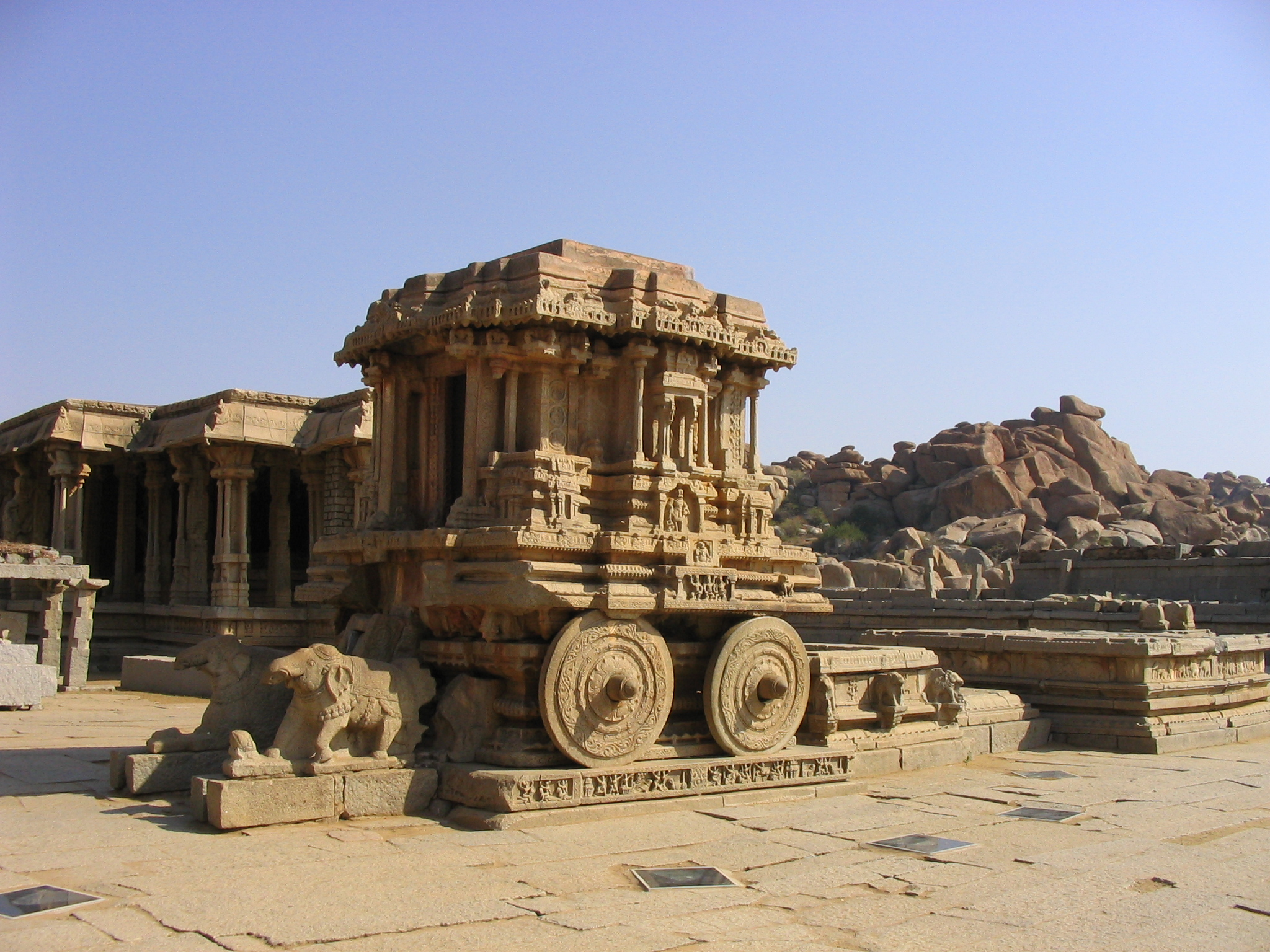
Świątynia w formie wozu w Hampi

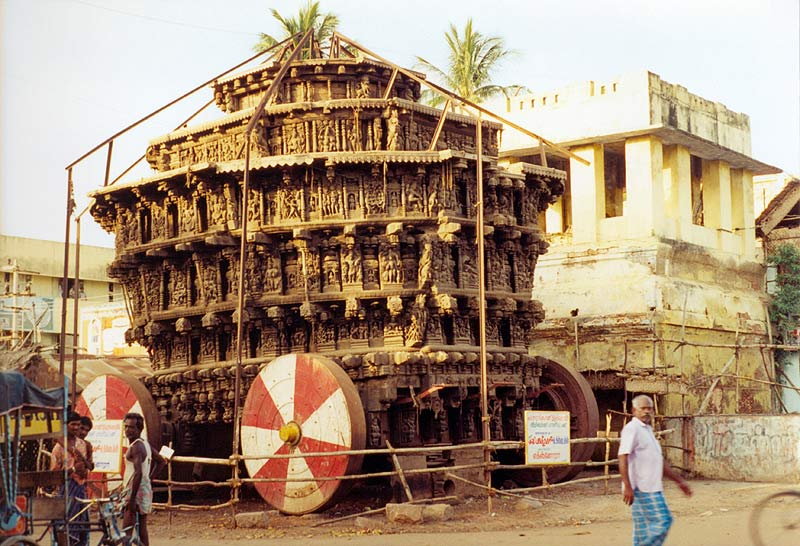
Ratha

Ratha, od sanskryckiego ratha, „wóz” – forma architektoniczna w Indiach. Wywodzi się prawdopodobnie od starożytnego dwukołowego rydwanu z baldachimem, jako termin architektoniczny bardziej w znaczeniu „wieża”. Istnieją świątynie wyraźnie nawiązujące do formy wozu, osadzone na platformach z kołami, nazywane „ratha”. Najsławniejsze z nich to świątynia Słońca w Konarku oraz świątynia w Mahabalipuram.
Tradycja procesji wozów świątynnych wiozących wizerunki bóstw pozostaje wciąż żywa w niektórych rejonach Indii, zwłaszcza w Tamil Nadu i Orisie

## Ciekawostka
W dawnych wersjach szachów figurą wieży był rydwan. Przemiana w znaną nam wieżę nastąpiła w średniowieczu wraz ze stosowaniem wież oblężniczych, notabene budowanych na podwoziu wozu.